# Neosardus principius
Neosardus principius är en tvåvingeart som beskrevs av Roberts 1929. Neosardus principius ingår i släktet Neosardus och familjen svävflugor. Inga underarter finns listade i Catalogue of Life.